# Mini-ICF-APP
Das Mini-ICF-APP ist ein Kurzinstrument (Mini), das ermöglicht, in Anlehnung an die Internationale Klassifikation der Funktionsfähigkeit, Behinderung und Gesundheit (ICF) die Dimensionen Aktivität (A) und Partizipation (P) bei psychischen Störungen (P) zu erfassen und zu qualifizieren.

## Einsatzbereiche
Primärer Einsatzbereich sind sozialmedizinische Begutachtungen. Es wird in einschlägigen Leitlinien als Standard empfohlen. Darüber hinaus kann es auch zur Steuerung therapeutischer Prozesse und zur Messung therapeutischer Veränderungen verwendet werden.
Im Mini-ICF-APP werden 13 Fähigkeitsdimensionen aufgeführt, die als Gliederungsmatrix für einen Arbeits- und Leistungsfähigkeitsbefund dienen:
1. Anpassung an Regeln und Routinen
2. Planung und Strukturierung von Aufgaben
3. Flexibilität und Umstellungsfähigkeit
4. Kompetenz- und Wissensanwendung
5. Entscheidungs- und Urteilsfähigkeit
6. Proaktivität und Spontanaktivitäten
7. Widerstands- und Durchhaltefähigkeit
8. Selbstbehauptungsfähigkeit
9. Konversation und Kontaktfähigkeit zu Dritten
10. Gruppenfähigkeit
11. Fähigkeit zu engen dyadischen Beziehungen
12. Selbstpflege und Selbstversorgung
13. Mobilität und Verkehrsfähigkeit

Zu jeder Dimension liegen kurze Operationalisierungen durch hinweisende Beispiele vor sowie ein Interviewleitfaden mit Beispielfragen. Diese Dimensionen können als sogenannte „Soft Skills“ verstanden werden, wie sie in der modernen Arbeitswelt in vielen Bereichen unverzichtbar sind.

## ICF
Die Internationale Klassifikation der Funktionsfähigkeit, Behinderung und Gesundheit (ICF) gehört zu den Kodier- und Klassifikationsmanualen, die von der Weltgesundheitsorganisation herausgegeben werden. Sie ist als Ergänzung zur Internationalen Statistischen Klassifikation der Krankheiten und verwandter Gesundheitsfolgen (ICD) zu verstehen, die die Kodierung von Diagnosen erlaubt. Der ICF liegt ein „bio-psycho-soziales Modell der Krankheitsfolgen“ zugrunde. Neben Krankheitssymptomen listet sie daher auch Fähigkeitsbeeinträchtigungen und Teilhabeeinschränkungen auf. Leidet jemand beispielsweise unter einer depressiven Verstimmung (Funktionsstörung nach ICF), dann kann er in der Kommunikation mit anderen Menschen beeinträchtigt sein (Fähigkeitsbeeinträchtigung), mit der Konsequenz, dass er nicht mehr als Verkäufer (Kontext) arbeiten kann und damit arbeitsunfähig ist (Teilhabeeinschränkung).
Die Erfassung und Beurteilung von Funktionsstörungen (= Krankheitssymptome) erfolgt durch fachübliche Symptom-Selbst- und Fremdbeurteilungsskalen, unter Bezug auf subjektive oder allgemein gültige Schwereeinschätzungen. Davon unabhängig sind Fähigkeiten definiert über „Aktivitäten“, die eine Person ausüben kann. Für die Beurteilung von Fähigkeitsbeeinträchtigungen gibt es im Gegensatz zur Symptombeurteilung keine allgemeingültigen Normen. Wie viel jemand heben können muss oder über welches Ausmaß an sozialer Kompetenz ein Mensch verfügen muss, ist abhängig vom Kontext, das heißt nur individuell zu beurteilen. Das „Qualifying“ fällt entsprechend anders aus, in Abhängigkeit davon, ob jemand zum Beispiel Bauarbeiterin oder Lehrer ist. Die ICF gibt daher eigene Abschnitte zur Verschlüsselung von Aktivitäten und Kontextvariablen vor. Eine Teilhabeeinschränkung liegt dann vor, wenn eine Person nicht die Fähigkeit hat, die nötig ist, um eine Aktivität auszuüben, die in einem Referenzkontext unabdingbar sind.
Die Items des Kapitels in dem in der ICF Fähigkeiten aufgeführt sind, können nach der Vorgabe der ICF sowohl zur Beschreibung von Aktivitäten wie der Teilhabe (Partizipation) benutzt werden. So kann jemand aktuell die Aktivität „Vollzeittätigkeit“ ausüben (Teilhabe und Fähigkeit) und gleichzeitig die „Fähigkeit“ zur Ausübung einer „Teilzeittätigkeit“ haben, ohne diese aktuell auszuüben.

## Itemselektion und -operationalisierung
Das ICF-Kapitel zu Aktivitäten (d-Codes) enthält viele differenzierte Items mit äußerst unterschiedlicher Komplexität. So gibt es sehr detaillierte Aktivitäten/Fähigkeiten wie zum Beispiel „d3500 Eine Unterhaltung beginnen“, „d3501 Eine Unterhaltung aufrecht erhalten“, „d3502 Eine Unterhaltung beenden“, „d3503 Sich mit einer Person unterhalten“, „d3504 Eine Unterhaltung mit mehreren Personen führen“. Daneben gibt es sehr umfassende und komplexe Items, wie „d850 Bezahlte Tätigkeit“, „d8500 Selbständige Tätigkeit“, „d8501 Teilzeitbeschäftigung“ oder „d8502 Vollzeitbeschäftigung“.
Das Mini-ICF-APP wurde im klinisch-psychosomatischen und gutachterlichen Kontext mit dem Ziel entwickelt, das ICF-Konzept für die Praxis anwendbar zu machen. Dazu wurde die psychologische Fachliteratur zur Erfassung und Beschreibung von Fähigkeiten herangezogen, wie beispielsweise zur sozialen Kompetenz oder Proaktivität. Es wurden die ICF-Items des Kapitels Aktivität durchgesehen mit Blick auf ihre Relevanz für psychische Störungen. Es wurden zu kleinteilige Items zusammengefasst (zum Beispiel "Gespräch eröffnen, aufrechterhalten und beenden" zur Dimension Kommunikationsfähigkeit) und zu komplexe Items wie Vollzeitbeschäftigung in Teilfähigkeiten aufgegliedert. Zudem wurde eine Komplexitätsgröße angestrebt, um eine überschaubare und klinisch handhabbare Zahl an Items zu erhalten.
Das Ergebnis sind die oben genannten 13 Dimensionen. Zu jeder Dimension gibt das Ratingformular eine kurze Itembeschreibung und Itemoperationalisierung, im Sinne einer Definition durch Hinweis. Das Manual des Mini-ICF-APP ist publiziert. Ergänzend gibt es ein umfangreiches Buch, in dem die theoretischen Hintergründe und auch praktischen Aspekte und Anwendungsmodalitäten ausführlich beschrieben sind. Der praktische Einsatz und empirische Erfahrungen sind in der wissenschaftlichen Literatur zu finden.

## Vorgehen bei der Fähigkeitsbeurteilung
Das Mini-ICF-APP ist ein Fremdbeurteilungsinstrument. Der Gutachter/Rater gibt ein Urteil darüber ab, welche der im jeweiligen Kontext (zum Beispiel konkreter Arbeitsplatz: Verkäuferin im Supermarkt) geforderten Aktivitäten aufgrund einer psychischen Erkrankung nicht ausgeführt werden können und gewichtet die Schwere der Beeinträchtigung in Abhängigkeit von ihrer Teilhaberelevanz:
1. Festlegung des Referenzkontextes: auf welche Anforderung soll sich die Beurteilung beziehen?
2. Unter sozialmedizinischer und therapeutischer Perspektive sind folgende Referenzkontexte zu unterscheiden:
  - der konkrete Arbeitsplatz wenn die Arbeitsfähigkeit beurteilt werden soll,
  - das Berufsfeld, wenn die Berufsfähigkeit beurteilt werden soll,
  - der allgemeine Arbeitsmarkt, wenn die Erwerbsfähigkeit zu beurteilen ist,
  - das häusliche Umfeld und die Wohnung, wenn es um soziale Hilfen geht,
  - ein Restaurant, wenn es um die allgemeine Lebensbewältigung geht,
  - ein definiertes klinisches Erprobungsfeld (zum Beispiel Ergotherapie), wenn es um therapeutische Fragen geht,
  - der prämorbide Zustand, wenn es um den die Beurteilung des Therapieerfolgs geht.
3. Nach Festlegung des Referenzkontextes ist zu klären, welche Aktivitäten dort allgemein oder von der beurteilten Person zu erbringen sind. Dabei ist zugleich zu explorieren, ob die Person bei der Ausübung unabdingbarer Aktivitäten Probleme hat. Dabei wird die Einschätzung des Probanden zu Problemen zur Kenntnis genommen, sie ist jedoch nicht entscheidungsrelevant. Der Gutachter entscheidet nach seiner Fachkenntnis ob ein Problem vorliegt. Dazu führt er eine möglichst detaillierte Verhaltensbeschreibung durch (Was machen Sie, wenn Sie in das Büro kommen? Sie schalten den Computer ein? Wie läuft das ab? Sie müssen Listen bearbeiten? Was tun Sie da? Wie läuft das ab?).
4. Die Einschätzung der Schwere der Beeinträchtigung erfolgt nach dem Grad der Teilhaberelevanz:
0: alle Aktivitäten können anforderungsgemäß ausgeübt werden.
1: alle Aktivitäten können anforderungsgemäß ausgeübt werden, der Proband tut sich jedoch schwer oder fühlt sich dadurch belastet.
2: der Proband führt alle Aktivitäten aus, es kommt jedoch immer wieder zu Problemen oder negativen Rückmeldungen Dritter.
3: der Proband kann die geforderten Aktivitäten nur bedingt selbständig ausführen und benötigt Unterstützung durch Dritte.
4: der Proband ist unfähig unabdingbare Aktivitäten auszuführen.
5. Ein Rating von 0 ist ohne Konsequenzen. Ein Rating von 1 und 2 sollte Anlass für präventive Hilfen sein. Ein Rating von 3 verlangt ein „leidensgerechtes Environment“, wie zum Beispiel einen leidensgerechten Arbeitsplatz. Ein Rating von 4 bedeutet, dass der Proband entpflichtet werden muss.
6. Es ist abschließend zu beurteilen, ob die Fähigkeitsbeeinträchtigungen krankheitsbedingt sind. Fähigkeitsbeeinträchtigungen aufgrund mangelnder Willensanstrengung oder fehlender beruflicher Qualifikation werden nicht berücksichtigt.

## Anwendung des Mini-ICF-APP
Das Mini-ICF-APP wurde entwickelt zur Strukturierung, Operationalisierung und Nachvollziehbarkeit von sozialmedizinischen Beurteilungen, wie beispielsweise der Arbeits- oder Erwerbsfähigkeit.
Eine differenzierte Erfassung und kontextadjustierte Quantifizierung von Fähigkeitsbeeinträchtigungen ermöglicht auch eine differenziertere Beschreibung von Problemursachen und damit auch gezielte Interventionen. So gibt es für Fähigkeitsbeeinträchtigungen spezielle Trainings wie zum Beispiel ein Training sozialer Kompetenzen. Es kann insofern auch als Therapieverlaufsinstrument eingesetzt werden. Wenn eine Fähigkeitsbesserung nicht möglich ist, dann bietet ein Rating mit dem Mini-ICF-APP auch Hinweise für gezielte Kontextanpassungen, wie zum Beispiel eine leidensgerechte Gestaltung des Arbeitsplatzes (zum Beispiel Wechsel in ein Einzelbüro, Reduktion der Aufgaben oder Verabredung einer Unterstützung durch Kolleginnen). Das Mini-ICF-APP kann daher auch Informationen für das Betriebliche Eingliederungsmanagement (BEM) oder Leistungen zur Teilhabe am Arbeitsleben (LTA, §33ff SGB IX) geben. Schließlich kann das Mini-ICF-APP auch als Trainingsinstrument benutzt werden, um Therapeuten in der Erkennung von Fähigkeitsbeeinträchtigungen zu schulen.

## Sonderfassungen
Für unterschiedliche Probandengruppen und Anwendungsbereiche gibt es modifizierte Fassungen des Mini-ICF-APP. Diese erfassen und quantifizieren immer dieselben Dimensionen. Die Itemoperationalisierungen nehmen jedoch Bezug auf den speziellen Anwendungsfall.

### Mini-ICF-APP-S (Selbstrating)
Parallel zum Mini-ICF-APP-Fremdrating gibt es einen Selbstbeurteilungsbogen, das „Mini-ICF-APP-S“.
Das Selbstrating umfasst dieselben 13 Fähigkeitsdimensionen wie das Mini-ICF-APP. Der wesentliche Unterschied ist, dass der Proband im Selbstrating die Möglichkeit hat, nicht nur seine Probleme, sondern auch seine Stärken zu benennen. Entsprechend reicht die Beurteilung von „0 = das ist eindeutig eine Stärke von mir“ bis „7 = das kann ich gar nicht“.
Das Mini-ICF-APP-S ist im Vergleich zum Fremdrating ökonomisch einsetzbar und liefert wichtige Informationen darüber, ob und wo der Proband subjektiv Schwierigkeiten erlebt. Für die Diagnostik, Therapieplanung und sozialmedizinische Beurteilung sind diese Informationen eine wertvolle Ergänzung. Fremd- und Selbstrating können unterschiedliche Perspektiven liefern und sollten ergänzend eingesetzt werden.

### Mini-ICF-APP-W (Work)
Das Mini-ICF-APP-W erlaubt, die Fähigkeitsanforderungen am Arbeitsplatz zu beschreiben ohne Bezug auf eine konkrete Person. Es wird beurteilt, in welchem Maße eine Tätigkeit verschiedene psychische Fähigkeiten erfordert. Es bildet also grundsätzliche Arbeitsplatzcharakteristika ab.
Diese Charakterisierung ist hilfreich, wenn es darum geht, eine Beurteilung des Person-Job-Fits vorzunehmen bzw. für eine bestimmte Person einen passenden Arbeitsplatz auszuwählen. Es kann beschrieben werden, ob diese Person den Anforderungen eines bestimmten Arbeitsplatzes gerecht werden kann. Dies ist eine wichtige Voraussetzung wenn eine Einschränkung der Arbeitsfähigkeit vorliegt und ein besser geeigneter Arbeitsplatz gesucht wird. Das Fähigkeitsniveau des Probanden nach Mini-ICF-APP kann mit dem Anforderungsprofil der Tätigkeit nach Mini-ICF-APP-W verglichen werden.

### Mini-ICF-APP-WS (Work-Selbstwahrnehmung)
Parallel zum Mini-ICF-APP-W gibt es das Mini-ICF-APP-WS. Es enthält erneut dieselben 13 Items wie das Mini-ICF-APP oder Mini-ICF-APP-W. Die Itembeschreibungen und Operationalisierungen sind jedoch so formuliert, dass sie einen Ich-Bezug haben. Abgebildet wird damit die subjektive Sicht eines Arbeitnehmers auf seinen eigenen Arbeitsplatz. Diese Einschätzung kann sich von dem unterscheiden, was die offizielle Arbeitsplatzbeschreibung vorsieht oder seitens des Arbeitgebers und der Vorgesetzten als Arbeitsplatzanfoderungen vorgegeben wird.

### Mini-ICF-APP-H (Housing)
Ein Referenzkontext des Mini-ICF-APP ist die soziale Lebenssituation. Der Referenzkontext ist die Wohnung. Die Operationalisierung der Items des Mini-ICF-APP-H nimmt daher Bezug auf die Wohnfähigkeit. Wie beim Arbeitsplatz kann auch bezüglich der Wohnung gefragt werden, ob ein Proband eigeninitiativ ist, sieht was zu tun ist und dann auch, ohne von außen angetrieben zu werden, eigeninitiativ tut, was ansteht. Bei der Beurteilung der Wohnfähigkeit geht es um die Passung von Person und Wohnumfeld. Psychische Störungen benötigen in vielen Fällen ein unterstützendes oder sogar beschützendes Wohnumfeld. Das Mini-ICF-APP-H erlaubt eine Spezifizierung und Ursachenklärung vorliegender Probleme. Das mit dem Mini-ICF-APP-H erstellte Wohnfähigkeitsprofil kann als Orientierung für die Planung und Umsetzung von Hilfen genutzt werden. Es kann beispielsweise beim Entlassungsmanagement aus dem Krankenhaus oder im Rahmen betreuungs- oder ordnungsrechtlicher Maßnahmen, bei der Einstufung der Pflegegrade und der Beurteilung des Pflegeumfeldes, sowie bei der Begutachtung nach dem Bundesteilhabegesetz (SGB IX) genutzt werden.

### Mini-ICF-APP-gB (geistige Behinderung)
Das Mini-ICF-APP-gB ist eine Version mit Blick auf Menschen mit geistiger Behinderung und ihre Alltagskompetenz. Referenzkontext ist ein Restaurantbesuch. Zudem sind die Itemorperationalisierungen in einfacher Sprache formuliert, womit dem Untersucher Hinweise für adäquate Formulierungen gegeben werden.

### Mini-ICF-APP-J (Jugendliche)
Das Mini-ICF-APP-J ist für die Beurteilung von Kindern und Jugendlichen gedacht. Hier ist der Referenzkontext die altersgemäße Schulstufe, von der Vorschule bis zum Abitur. Die Items sind dieselben wie im Mini-ICF-APP, ebenso wie die Itemoperationalisierungen. Es sind nur einige Formulierungen, die sich auf Arbeit oder explizit auf einen Erwachsenenkontext beziehen, kindbezogen umformuliert worden.